# Kalianyar (Kedung)
Kalianyar is een bestuurslaag in het regentschap Japara van de provincie Midden-Java, Indonesië. Kalianyar telt 502 inwoners (volkstelling 2010).